# مونکور (کارولینای شمالی)
مونکور (به انگلیسی: Moncure) شهری در ایالت کارولینای شمالی کشور ایالات متحده آمریکا است که جمعیت آن در سرشماری سال ۲۰۱۰ میلادی، ۷۱۱ نفر بوده‌است.